# Salle espagnole (château de Prague)

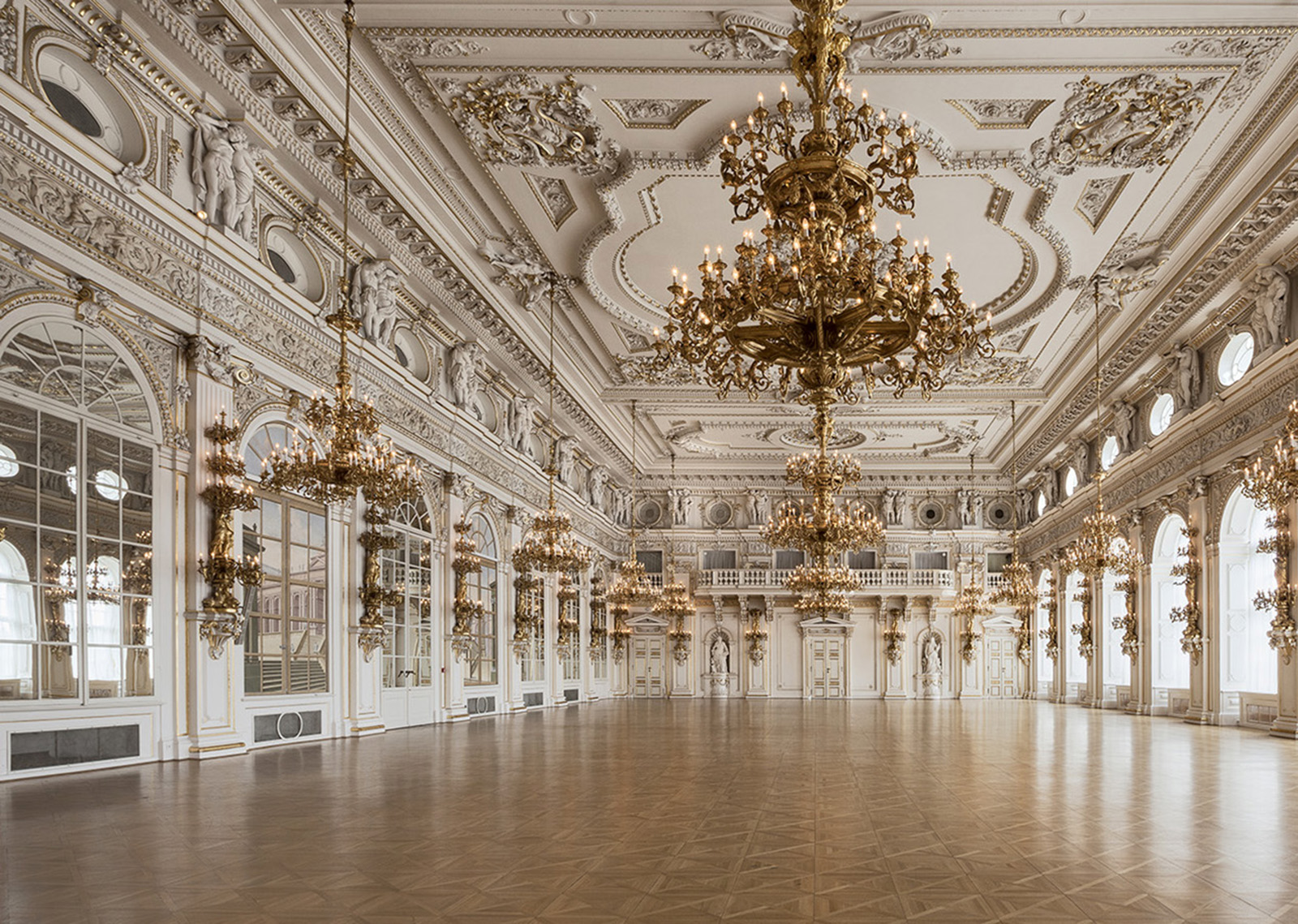
Salle espagnole du château de Prague, photo d'Ivan Pinkava (2019)

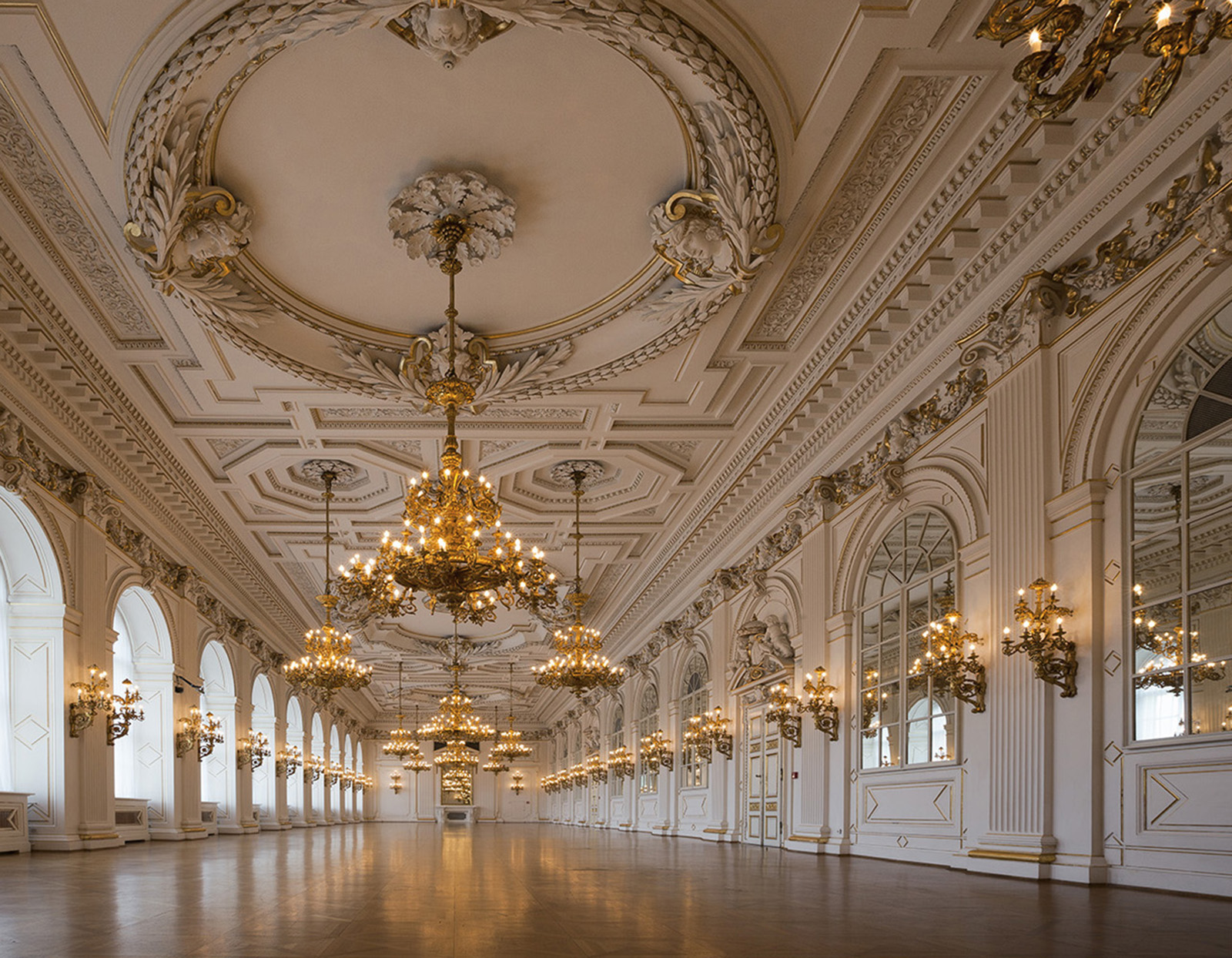
Salle allemande du château de Prague, photo d'Ivan Pinkava (2019)

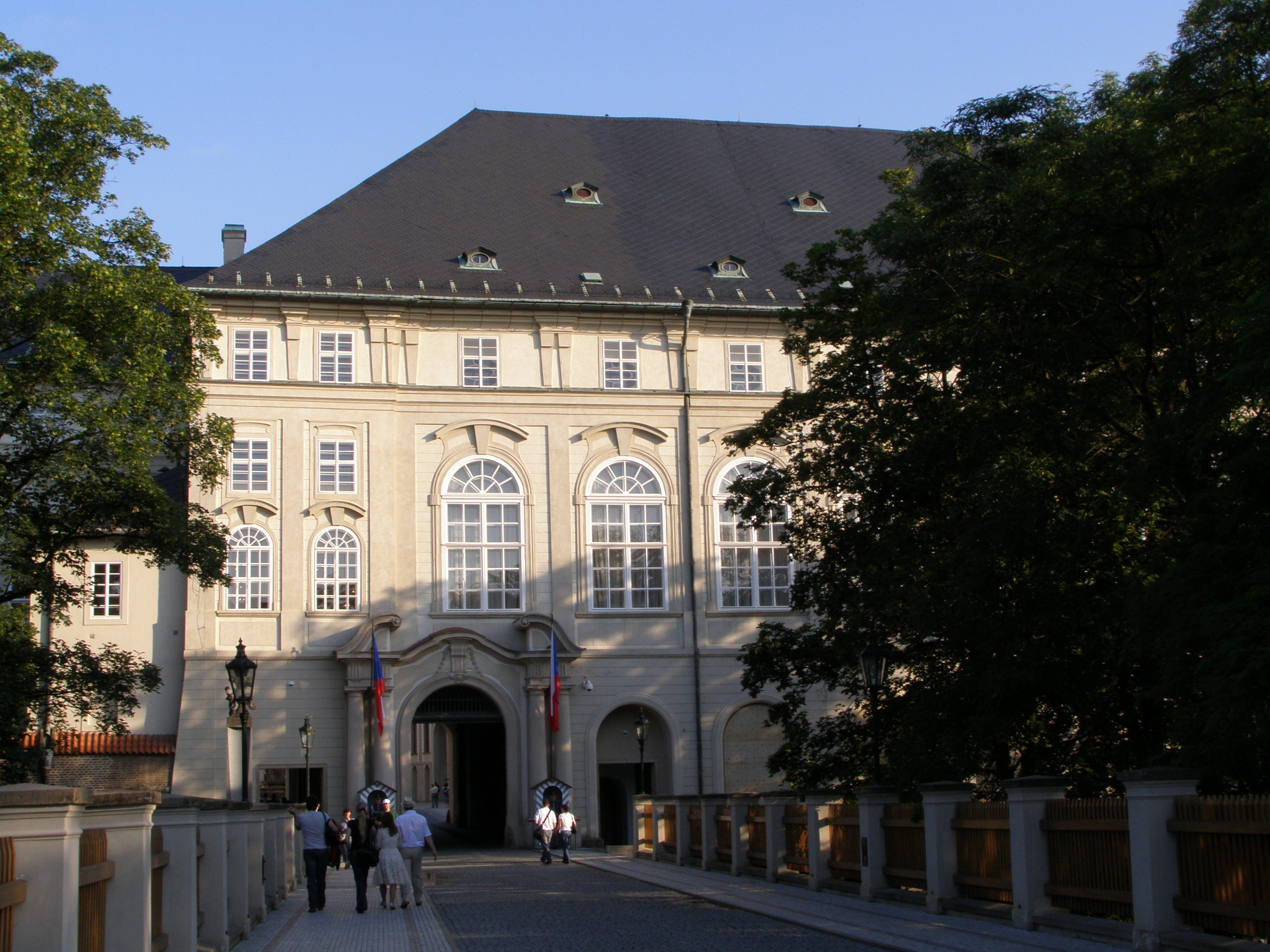
Vue des fenêtres de la salle espagnole depuis le pont Poudrier

La salle espagnole (en tchèque Španělský sál) est la plus grande salle de cérémonie du château de Prague. Elle est située dans l'aile nord du nouveau palais royal au-dessus de la porte d'entrée en direction du pont Poudrier. Elle est utilisée pour les réunions nationales, les grandes réceptions du président de la République, les concerts de gala, etc.

## Histoire et description
Il s'agit d'une salle rectangulaire de 47 mètres de long sur 24 de large avec un plafond plat en stuc d'une hauteur de 13 mètres. Sa décoration en stuc est très riche, avec deux rangées de neuf fenêtres sur deux étages dans le mur nord. À côté se trouve la galerie Rudolf ou salle allemande, un peu moins large. L'entrée de la salle se fait par le passage de la porte Matthias le long des escaliers de la salle des Colonnes de Plečnik et par la salle Rothmayer.
La nouvelle salle espagnole du XVIIIe siècle a probablement été conçue à l'origine par l'architecte italien Giovanni Gargioli pour la  galerie de peintures de l'empereur Rodolphe II, mais n'a été achevée qu'au début du XVIIe siècle selon les plans de Giovanni Mario Filippi  et peut-être achevée après Ferdinand II. Une partie du stuc rudolfinien d'origine a été préservée à ce jour. La salle contenait à l'origine des statues des collections de Rodolphe. Après le siège prussien de Prague en 1757, la salle a été réparée et repeinte en 1783. Dans les années 1867-1868, elle a subi une reconstruction approfondie dans le cadre du couronnement prévu de François-Joseph Ier comme roi de Bohême. À cette époque, deux murs plus courts de la salle ont été entièrement reconstruits, un nouveau stuc a été créé au plafond et sur les murs, ce qui a donné à la salle son aspect actuel . Aujourd'hui, la salle est éclairée par plus de deux mille ampoules.

## Liens

### Commentaire
1. ↑  P. Vlček a kol., Umělecké památky Prahy: Hradčany. Prague, 2000, str. 178.
2. ↑  Ottův slovník naučný, heslo „Praha – popis města - hrad královský – jednotlivá nádvoří“, sv. 20, str. 400.

### Littérature
- Vlček, P. et al., Monuments artistiques de Prague: Hradčany. Prague, 2000

### Articles liés
- Château de Prague